# Flammes (musique)
Pour les articles homonymes, voir Flammes.
Albums de Niagara
La Vérité
(1992)
Singles
1. Je n'oublierai jamais
Sortie : 2002

Flammes est une compilation de Niagara sortie en 2002.

## Chansons
| 1.  | J'ai vu                        | Daniel Chenevez, Muriel Laporte | 3:53 |
| 2.  | Assez !                        | Daniel Chenevez                 | 3:43 |
| 3.  | Je dois m'en aller             | Daniel Chenevez                 | 3:26 |
| 4.  | Pendant que les champs brûlent | Daniel Chenevez, Muriel Laporte | 4:03 |
| 5.  | Quand la ville dort            | Daniel Chenevez, Muriel Laporte | 3:45 |
| 6.  | Soleil d'hiver                 | Daniel Chenevez                 | 4:10 |
| 7.  | Tchiki Boum                    | Muriel Laporte                  | 3:31 |
| 8.  | L'Amour à la plage             | Muriel Laporte                  | 3:20 |
| 9.  | Flammes de l'enfer             | Daniel Chenevez, Muriel Laporte | 4:08 |
| 10. | Baby Louis                     | Daniel Chenevez, Muriel Laporte | 3:57 |
| 11. | Psychotrope (version 45 tours) | Daniel Chenevez, Muriel Laporte | 3:38 |
| 12. | Chemin de croix                | Daniel Chenevez, Muriel Laporte | 4:35 |
| 13. | La fin des étoiles             | Daniel Chenevez, Muriel Laporte | 3:51 |
| 14. | T.V. Addict                    | Daniel Chenevez                 | 4:04 |
| 15. | Un million d'années            | Daniel Chenevez, Muriel Laporte | 4:01 |
| 16. | La vie est peut-être belle     | Daniel Chenevez, Muriel Laporte | 3:27 |
| 17. | Je n'oublierai jamais          | Daniel Chenevez, Muriel Laporte | 3:35 |
| 18. | Le Minotaure (version single)  | Daniel Chenevez                 | 3:20 |

| 1.  | J'ai vu (version longue)                        | 6:08 |
| 2.  | Assez ! (version longue)                        | 5:07 |
| 3.  | Je dois m'en aller (version longue)             | 4:14 |
| 4.  | Pendant que les champs brûlent (version longue) | 6:11 |
| 5.  | Quand la ville dort (version longue)            | 5:00 |
| 6.  | Soleil d'hiver (version longue)                 | 5:56 |
| 7.  | Tchiki Boum (version longue)                    | 4:49 |
| 8.  | L'Amour à la plage (version longue)             | 4:36 |
| 9.  | Flammes de l'enfer (remix)                      | 5:54 |
| 10. | Baby Louis (version longue)                     | 5:39 |
| 11. | Psychotrope (version longue)                    | 5:46 |
| 12. | La fin des étoiles (version longue)             | 5:09 |
| 13. | Un million d'années (version longue)            | 5:39 |
| 14. | Le Minotaure (Sinbad Le Marin remix)            | 7:28 |

## Crédits
- Masterisé par Geoff Pesche à The Town House, Londres
- Management - Cyril Prieur pour Talent Sorcier
- Photographie fleurs - Fabrice Bouquet
- Photographies intérieures - Gilles Cappé, Catarina, Michel Figuet, Claude Gassian, Youri Lenquette, Eddie Moonsoon, Lisa Peardon, Juergen Teller, Zigen
- Design - Phil Design